# Squadra della Muggiasca
La Squadra della Muggiasca fu un raggruppamento territoriale tardomedievale fra alcuni paesi della sponda orientale lariana.

## Storia
La Val Muggiasca era gestita nel Medioevo in maniera comunitaria, come accadeva a molte valli lombarde. Le istituzioni comunali emersero solo tardivamente.
La comunità fu da sempre legata ecclesiasticamente alla pieve di Bellano, mentre civilmente era parte della Valsassina. Questa discrasia giustificò fin dal 1368 la creazione di una specifica parrocchia.
In età spagnola i singoli paesi tesero a separarsi, ma solo l’isolata Noceno arrivò a inizio Settecento a garantirsi una propria parrocchia in virtù di una qualche vaga forma di individualità comunale, quest’ultima comunque abolita in seguito alla riforma standardizzatrice dell’imperatrice Maria Teresa che definì un unico comune di Vendrogno.
La scarsissima popolazione porterà infine all’abolizione della parrocchia di Noceno nel 1986 mentre, in eco agli antichi legami plebanei, dal 2020 la valle forma un unico comune con Bellano.